# Hitotsubashi Group
Die Hitotsubashi Group (jap. 一ツ橋グループ, Hitotsubashi Gurūpu) ist eine familiengeführte Verlagsgruppe (Keiretsu) mit Hauptsitz Tokio. Der Name der Gruppe leitet sich vom Standort der Hauptsitze der zwei wichtigsten Mitglieder Shogakukan und Shūeisha ab. Diese befinden sich in Hitotsubashi im Sonderbezirk Chiyoda. Die Konzernunternehmen werden überwiegend von der Familie Ōga geführt; deren Einfluss in den Unternehmen ist bis heute groß.
Shogakukan konzentrierte sich hauptsächlich auf Veröffentlichung von Lehrmagazinen und ähnliche Veröffentlichungen. Shūeisha entschloss sich, ein Unternehmen zur Produktion von Unterhaltungsmagazinen zu gründen. Shogakukan stieg daraufhin auch in das Unterhaltungsgeschäft ein und konkurrierte mit Shūeisha. Schließlich schlossen sich die beiden konkurrierenden Verlage zur Hitotsubashi Group zusammen, um sich gegenseitig zu helfen und gemeinsam zu wachsen. Die Hauptgebäude von Shogakukan und Shūeisha liegen direkt nebeneinander.

## Mitglieder der Gruppe
- Hakusensha
- President
- Shodensha
- Shogaku Tosho
- Shōgakukan
- Shōgakukan-Shūeisha Productions (ShoPro)
- Shorinsha
- Shotsu
- Showa Tosho
- Shūeisha
- VIZ Media
- Crunchyroll SAS (Minderheitsbeteiligung, ehemals VIZ Media Europe)
  - Kazé (Minderheitsbeteiligung)
- Crunchyroll SA (Minderheitsbeteiligung, ehemals VIZ Media Switzerland)
  - AV Visionen (Minderheitsbeteiligung)